# مقاطعة قلصادة
مقاطعة قلصادة هي إحدى المقاطعات الست في مقاطعة مويوبمبا في بيرو . قلصادة بلدة صغيرة، بلغ سكانها 3,586 نسمة وفقًا لتعداد عام 2017.